# Heterodrilus queenslandicus
Heterodrilus queenslandicus är en ringmaskart som först beskrevs av Clara Octavia Jamieson 1977.  Heterodrilus queenslandicus ingår i släktet Heterodrilus och familjen glattmaskar. Inga underarter finns listade i Catalogue of Life.